# فیصل مجرشی
فیصل مجرشی (انگلیسی: Faisel Majrashi؛ زادهٔ ۱۰ اکتبر ۱۹۸۴) یک ورزشکار اهل عربستان سعودی است.